# Vitex siamica
Vitex siamica là một loài thực vật có hoa trong họ Hoa môi. Loài này được F.N.Williams miêu tả khoa học đầu tiên năm 1905.